# Messier 11
Messier 11 (M11 ili NGC 6705, Divlja patka) je otvoreni skup u zviježđu Štitu.
Otkrio ga je Gottfried Kirch 1681. godine, a Charles Messier dodao u katalog 30. svibnja 1764. godine.

## Svojstva
Messier 11 je jedan od najgušćih i kompaktnijih skupova u našoj galaksiji.
Sadrži preko 2900 zvijezda od čega ih je 200 vidljivo u amaterskom instrumentu. 
Od nas je Messier 11 udaljen 6000 svjetlosnih godina, prividne dimenzije su mu 14', a stvarne 24 svjetlosne godine.
Starost skupa je procijenjena na 220 milijuna godina i od nas se udaljava brzinom od 21 km/s.

## Amaterska promatranja
Messier 11 je veoma lako naći kada je vidljiv u ljetnim mjesecima. Već se u tražilu i dvogledu može vidjeti kao mutna mrlja, a teleskop će ga pokazati u punom sjaju. Najbolji je pogled uz povećanja od 75 - 150x, jer je onda lakše razlučiti zvijezde.
U teleskopu s objektivom od 200 mm redovito se vidi 150 zvijezda u skupu.

## Vanjske poveznice
- (engl.) SEDS: NGC 6705
- (engl.) Hartmut Frommert: Revidirani Novi opći katalog
- (engl.) Izvangalaktička baza podataka NASA-e i IPAC-a
- (engl.) Astronomska baza podataka SIMBAD
- (engl.) VizieR
- (engl.) Auke Slotegraaf: NGC 6705 Deep Sky Observer's Companion
- (engl.) Courtney Seligman: Objekti Novog općeg kataloga: NGC 6700 - 6749
- (engl.) SEDS.org
- Skica M11